# مزار الكتاب
متحف الكتاب أو مزار الكتاب : (بالعبرية היכל הספר) وهو جناح من متحف إسرائيل الواقع على تلة الشيخ بدر أو ما يعرف بالعبرية بجعفات رام (تلة الشيخ بدر)، القدس ويضم مخطوطات البحر الميت أو (لفائف خربة قمران نسبة للخربة التي وجدت فيها وتم اكتشافها خلال 1947-56 في أحد عشر كهف في وادي قمران قرب البحر الميت). كان من المنوي بناء هذا المتحف على حرم الجامعة العبرية الواقع في جعفات رام (تلة الشيخ بدر) المجاور للمكتبة الوطنية. دامت عملية التخطيط لمدة شبع سنين ثم تم بناء هذا المتحف في عام 1965 وتم تمويلها من قبل عائلة دايفيد صموئيل غوتسمان المهاجر الهنغاري والمتبرع الذي ابتاع لفائف البحر الميت كهدية لدولة إسرائيل.
== هندسة ==>
بني المتحف على شكل قبة بيضاء تغطي ثلثي الصرح القابع تحت الأرض. وعلى السطح توجد بركة مياه. يقطع القبة البيضاء حائط أسود بازلتي. الألوان والاشكال مستوحاة من الصورة الأدبية الفنية للفائف حرب أبناء النور ضد أبناء الظلام. حيث ترمز القبة البيضاء إلى أبناء النور والحائض الأسود إلى أبناء الظلام.
يضم المتحف مخطوطات قديمة أخرى مثل مخطوطة حلب. ونظرا للشكل المعامري المميز الملتوي الغريب للقبة البيضاء تم ادراج مشاهد لها في أفلام خيال علمي.

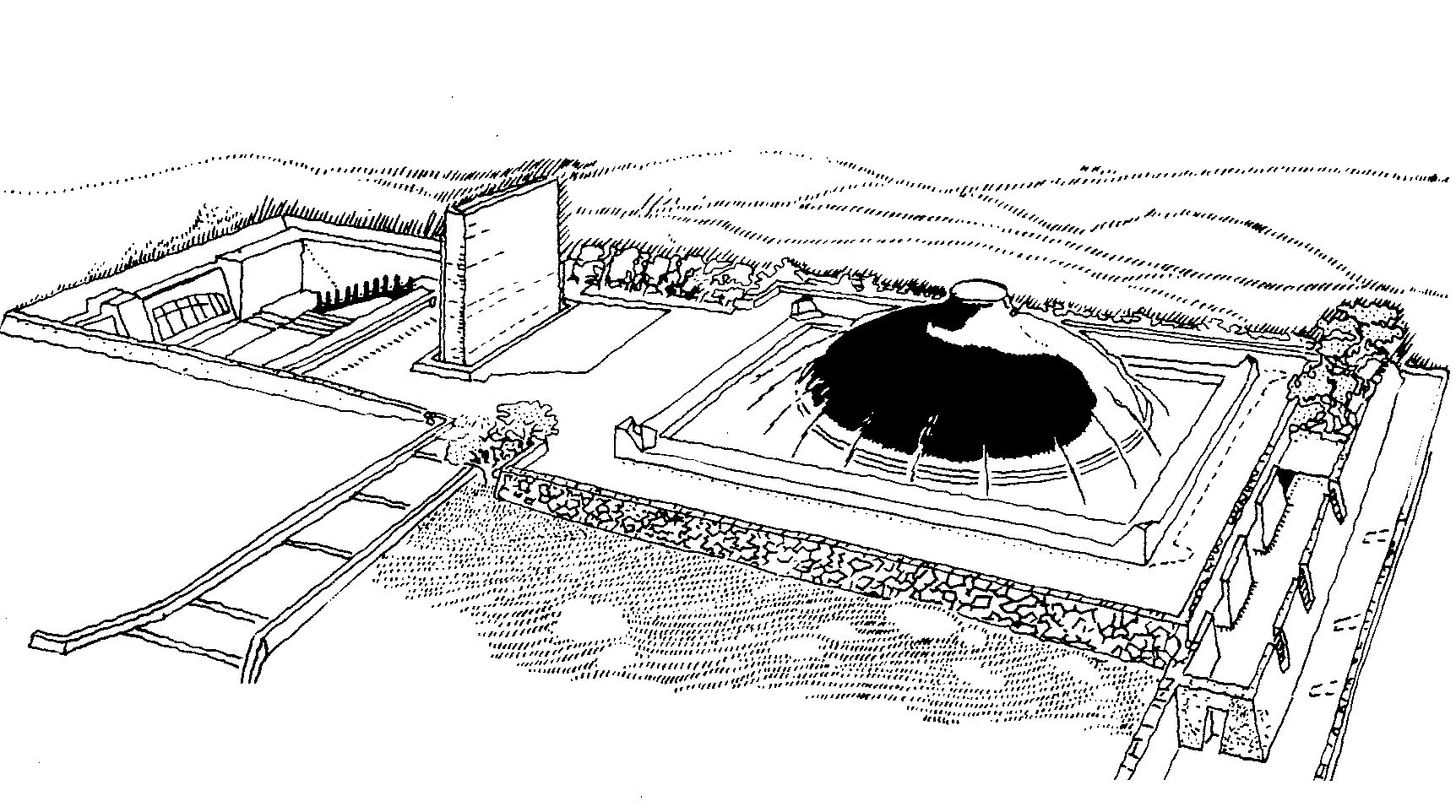
مزار الكتاب

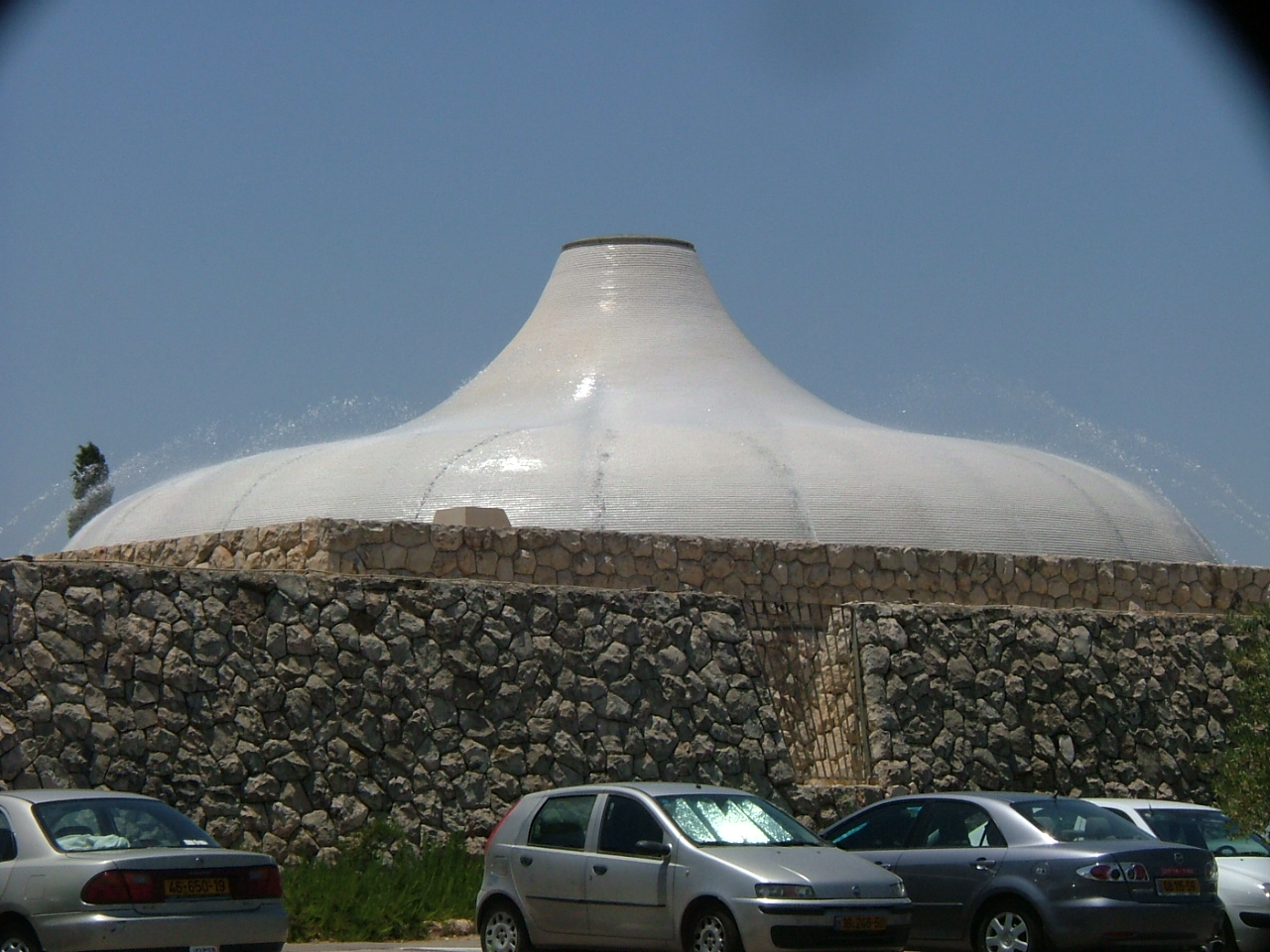
مزار الكتاب